# NGC 3918
NGC 3918 (các tên khác của nó là He2-74, Hen 2-74, Sa2-81, PK 294+4.1,PN G294.6+04.7, ESO 170-1) là tên của một tinh vân hành tinh nằm trong chòm sao Bán Nhân Mã. Vì hình dáng đặc biệt của nó, các nhà thiên văn đã đặt biệt danh cho nó là "Hành tinh xanh". Một biệt danh khác cho tinh vân hành tinh này đó là "Kẻ phương Nam" do nó là tinh vân sáng nhất của vùng trời phía nam. Khoảng cách của nó với chúng ta là khoảng xấp xỉ 4900 năm ánh sáng. Vào tháng 3 năm 1834, nhà thiên văn học người Anh John Herschel đã phát hiện ra tinh vân này. Ta có thể dễ dàng tìm thấy nó trên bầu trời thông qua một kính viễn vọng cỡ nhỏ trong điều kiện thường. Nó có hình tròn hoặc là hình oval (chỉ hơi hơi) và bán kính của nó hiển thị trên kính viễn vọng là trong khoảng từ 8" đến 10". Còn với những bức ảnh chụp bằng những thiết bị hiện đại hơn cho bán kính là khoảng từ 19" đến 20". Đáng ngạc nhiên là nó có màu xanh rất đẹp giống hệt như bức ảnh chụp Sao Hải Vương bằng tàu vũ trụ Voyager 2 vào năm 1989.
Quang phổ của nó cho ta thấy rằng nó đang di chuyển về phía chúng ta với vận tốc 17  ± 3.0 km/s, trong khi đó nó đang mở rộng với tốc độ 24 km/s. Ngôi sao trung tâm có cấp sao biểu kiến 14,6 và vẫn không thể nào nhìn thấy bằng các thấu kính quang học do bị che khuất bởi tinh vân chung quanh.

## Dữ liệu hiện tại
Theo như quan sát, đây là thiên hà nằm trong chòm sao Bán Nhân Mã và dưới đây là một số dữ liệu khác:
Xích kinh 11h 50m 17.7s
Độ nghiêng −57° 10′ 56.9″
Cấp sao biểu kiến 8.5
Kích thước biểu kiến 8" đến 10"
Loại IV